# 亚伯拉罕·康斯坦丁·穆拉德热亚·多桑
亚伯拉罕·康斯坦丁·穆拉德热亚·多桑（1779年9月26日—1851年12月25日），亚美尼亚人，生于奥斯曼帝国君士坦丁堡（今土耳其伊斯坦布尔），瑞典东方学家、外交官。

## 生平
多桑是生于君士坦丁堡的亚美尼亚人。其父伊格纳提乌斯·穆拉德盖亚·多桑（1740年－1807年）是瑞典王国的外交官，同时也是一位历史学家，1784年离开土耳其赴法国巴黎任外交职务，一直在巴黎居住至1807年逝世。多桑自幼在巴黎接受教育，后来也担任瑞典外交官，历任瑞典驻法国巴黎（任至1814年）、荷兰海牙（1816年至1835年）、普魯士王國柏林（1835年起）公使。1851年12月25日，多桑在柏林逝世。
多桑精通欧洲各国语言以及土耳其语、波斯语、阿拉伯语、亚美尼亚语，又获得了利用巴黎收藏的东方文献的机会，从而具备了研究蒙元史的条件。他是第一个全面检索关于蒙古史的穆斯林文献的西方学者，还利用了波斯文、阿拉伯文、拉丁文、亚美尼亚文等各种文字的史料，又利用了法国传教士宋君荣、冯秉正翻译的汉文史料，最终用法文写成四册本《蒙古史》。《蒙古史》的第一册初版于1824年，后来又根据德国施密特的《蒙古源流》德译本、俄国俾丘林的《元史》前三卷俄译本，进行了较大补充，于1834年到1835年在荷兰的海牙—阿姆斯特丹出版。《蒙古史》全书分4册（共七卷），1852年出齐。 多桑的《蒙古史》一书标明了许多原始资料的出处，此书长期是学者研究蒙元史及有关史料（特别是波斯文、阿拉伯文史料）的主要参考书。俄国东方学家巴托尔德称赞此书说：“汉学家的蒙古史著作无一能与多桑书相匹敌。”多桑不懂汉文，所以未能广泛利用汉文史料；多桑所用的一些穆斯林文献并非最好的写本；和其他早期西方蒙元史著作一样，此书中的人名、地名、部族名的译写不大规范。

## 著作
- Histoire des Mongols: depuis Tchinguiz-Khan jusqu’à Timour-Lang. Paris: Didot, 1824
- Histoire des Mongols depuis Tchinguiz-Khan jusq’a Timour Bey ou Tamerlan. Amsterdam: Muller 1852 (4 Bände)
- Des peuples du Caucase et des pays au nord de la Mer Noire et de la Mer Caspienne, dans le dixième siècle ou voyage d’Abou-al-Cassim. Paris: Didot 1828

### 汉译本
- 〔瑞典〕多桑，多桑蒙古史，冯承钧译，上海：商务印书馆，1936年
  - 〔瑞典〕多桑，多桑蒙古史，冯承钧译，北京：中华书局，1962年
  - 〔瑞典〕多桑，多桑蒙古史，冯承钧译，上海：上海书店出版社，2001年
  - 〔瑞典〕多桑，多桑蒙古史，冯承钧译，北京：商务印书馆，2013年

## 延伸阅读
- Nils F. Holm, Gunnar Jarring, Bengt Hildebrand, Artikel d’Ohsson, Abraham Constantin Mouradgea, in Svenskt Biografisk Lexikon, XI, 340-45.
- Verzeichniss der von Baron d’Ohsson hinterlassenen Bibliothek: Berliner Bücher-Auction, 10. Mai 1852; [Auktionskat.] Constantin d’Ohsson. Berlin: Trowitzsch 1852
- Joseph von Hammer-Purgstall: Mongolische Geschichte. (= Jahrbücher der Literatur. Sieben und siebzigster Band.) Wien, Carl Gerold Verlag 1837 (Dieser Band des Jahrbuches enthält den zweiten Teil einer sehr ausführlichen Rezension von d’Ohsson - Histoire de Mongoles depuis Tchinguiz - Khan jusqu’a Timour Bey ou Tamerlan. La Haye et Amsterdam 1834.) (Online-Text)